# Federación Ecuatoriana de Fútbol
Federación Ecuatoriana de Fútbol är Ecuadors fotbollsförbund med säte i Guayaquil. Förbundet grundades den 30 maj 1925 med uppgift att främja och administrera den organiserade fotbollen i Ecuador, och att företräda den utanför landets gränser. Förbundet är anslutet till Fifa sedan 1926, och medlem av Conmebol sedan 1927.